# چوس گوتیه‌رس
چوس گوتیه‌رس (اسپانیایی: Chus Gutiérrez‎؛ زادهٔ ۱۹۶۲) فیلم‌نامه‌نویس، بازیگر و کارگردان فیلم اهل اسپانیا است. فیلم‌های او به خاطر بحث در مورد موضوعاتی مانند مهاجرت، جهانی شدن و چندفرهنگی بودن شناخته می‌شوند.
از فیلم‌ها یا برنامه‌های تلویزیونی که وی در آن نقش داشته‌است، می‌توان به چشم‌هایم برای تو اشاره کرد.